# Symplocos puberula
Symplocos puberula är en tvåhjärtbladig växtart som beskrevs av L.W. Jessup. Symplocos puberula ingår i släktet Symplocos och familjen Symplocaceae. Inga underarter finns listade i Catalogue of Life.